# Haddsch

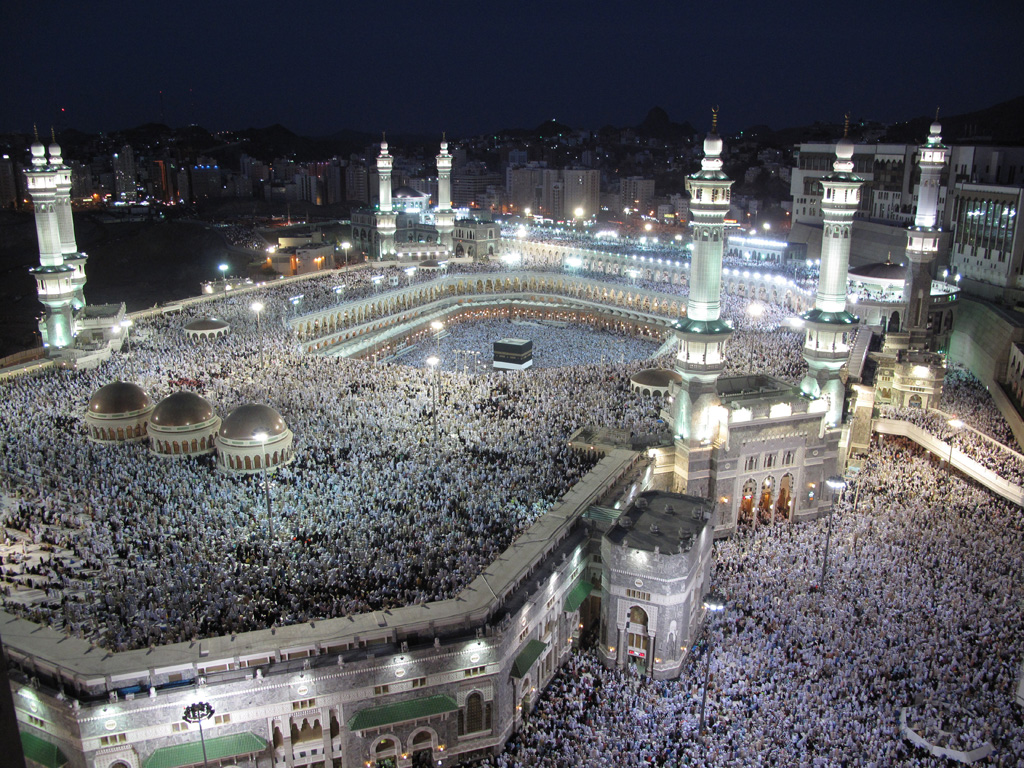
Mekka während des Haddsch (2009)

Der Haddsch (arabisch حج, DMG Ḥaǧǧ), auch Hadjdj geschrieben, oder Hadsch ist die islamische Pilgerfahrt nach Mekka. Er ist die fünfte Säule der fünf Säulen des Islam und findet jährlich während des Monats Dhu l-Hiddscha statt. Die große Pilgerfahrt, der Haddsch, kann nur während bestimmter Tage im Jahr (8.–12. Dhu l-Hiddscha) durchgeführt werden; die kleine Pilgerfahrt, ʿUmra genannt, kann zu jeder beliebigen Zeit erfolgen.

## Etymologie
Mit hoher Wahrscheinlichkeit ist das maskuline arabische Wort „Haddsch“ mit dem hebräischen Wort חג (Chag „Fest“) verwandt, das im biblischen Kontext für die drei jüdischen Wallfahrtsfeste Pessach, Schawuot und Sukkot verwendet wird. In gleicher Bedeutung existiert die Wurzel auch im Aramäischen und seinen späteren Ausläufern.

## Verpflichtung
Jeder freie, volljährige und gesunde Muslim – ob Mann oder Frau –, der es sich leisten kann, ist verpflichtet, einmal im Leben nach Mekka zu pilgern. Die Pilgerfahrt ist im Koran als religiöse Pflicht mit einer gewissen Einschränkung verankert:

„Und die Menschen sind Gott gegenüber verpflichtet, die Wallfahrt nach dem Haus zu machen – soweit sie dazu eine Möglichkeit finden.“

Die Person, die den Haddsch vollzogen hat, trägt den Ehrentitel «Hāddsch (حاج)».

## Organisation und Statistik

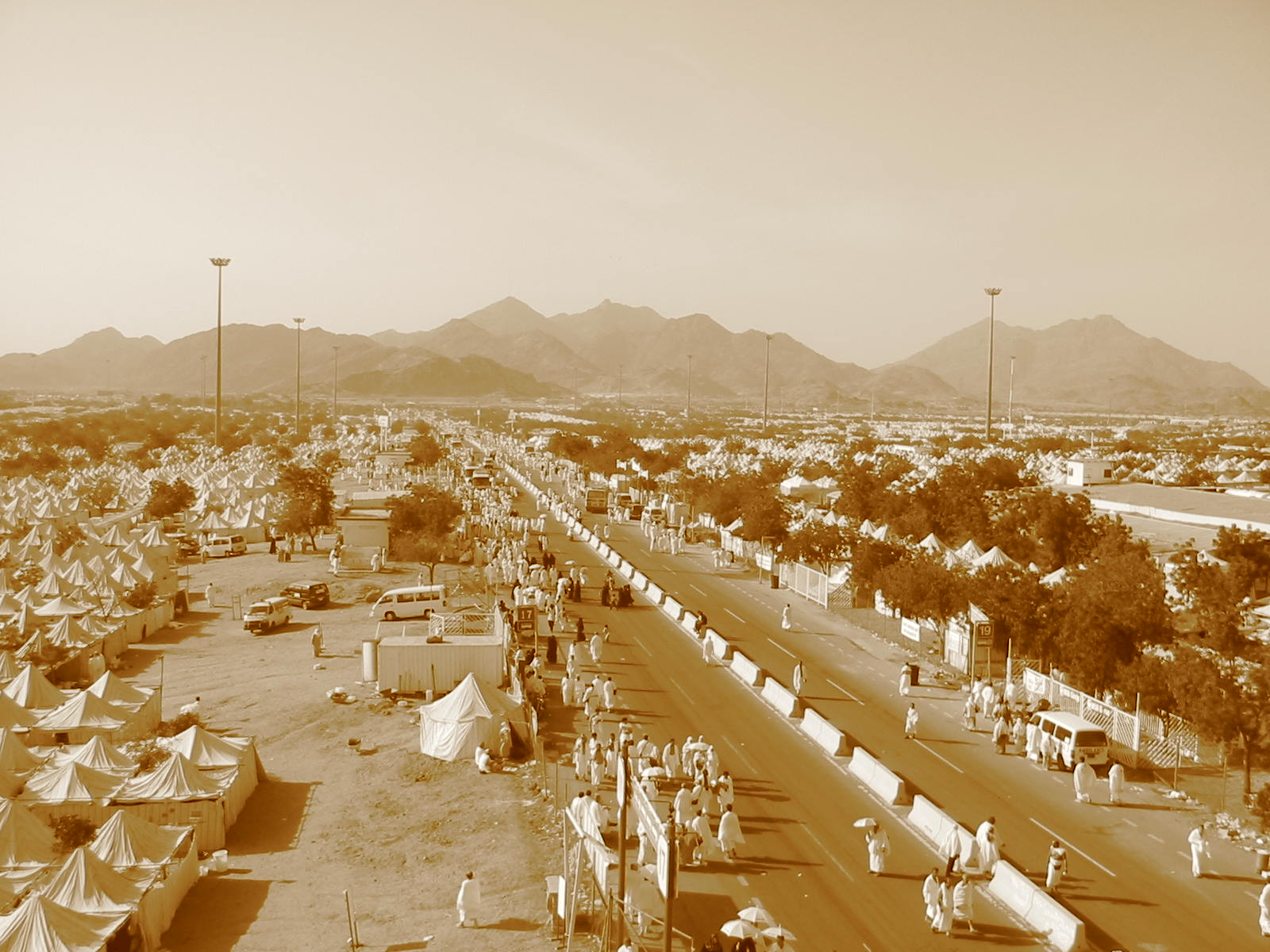
Arafat-Ebene während des Haddsch 2003

Die folgende Tabelle listet die Pilger nach Mekka aufgeschlüsselt nach Jahren und danach, ob sie saudische Staatsbürger sind, auf.

Zum Vergleich: Mekka hat ca. 1,5 Mio. Einwohner, Saudi-Arabien ca. 30 Mio., und es gibt ca. 1600 Mio. Muslime.
| n.H. / n. Chr. | Saudis  | Nicht-Saudis | Gesamt    | Anteil Nicht-Saudis an Gesamtzahl |
| -------------- | ------- | ------------ | --------- | --------------------------------- |
| 1416 / 1996    | 784.769 | 1.080.465    | 1.865.234 | 58 %                              |
| 1417 / 1997    | 774.260 | 1.168.591    | 1.942.851 | 60 %                              |
| 1418 / 1998    | 699.770 | 1.132.344    | 1.832.114 | 62 %                              |
| 1419 / 1999    | 775.268 | 1.056.730    | 1.831.998 | 58 %                              |
| 1420 / 2000    | 571.599 | 1.267.555    | 1.839.154 | 69 %                              |
| 1421 / 2001    | 549.271 | 1.363.992    | 1.913.263 | 71 %                              |
| 1422 / 2002    | 590.576 | 1.354.184    | 1.944.760 | 70 %                              |
| 1423 / 2003    | 610.117 | 1.431.012    | 2.041.129 | 70 %                              |
| 1424 / 2004    | 592.368 | 1.419.706    | 2.012.074 | 71 %                              |
| 1425 / 2005    | 629.710 | 1.534.769    | 2.164.469 | 71 %                              |
| 1426 / 2006    | 573.147 | 1.557.447    | 2.130.594 | 73 %                              |
| 1437 / 2017    | 600.108 | 1.752.014    | 2.352.122 | 74 %                              |
| 1438 / 2018    | 612.953 | 1.758.722    | 2.371.675 | 74 %                              |
| 1439 / 2019    | 634.379 | 1.855.027    | 2.489.406 | 74 %                              |
| 1440 / 2020    | 10.000  |              | 10.000    | 0 %                               |
| 1441 / 2021    | 33.034  | 25.711       | 58.745    | 43 %                              |
| 1442 / 2022    | 144.653 | 781.409      | 926.062   | 84 %                              |
| 1443 / 2023    | 184.130 | 1.660.915    | 1.845.045 | 90 %                              |
| 1444 / 2024    | 221.854 | 1.611.310    | 1.833.164 | 87 %                              |

Die Pilgerfahrten stellen aufgrund der enormen Teilnehmerzahlen stetig wachsende Anforderungen an die Veranstalter des religiösen Großereignisses. Vor allem müssen Trinkwasser und Unterkünfte bereitgestellt werden. Immer wieder ist die Infrastruktur der Region während des Haddsch überlastet. Der Zutritt nach Mekka ist ausschließlich Muslimen vorbehalten.

## Kleidung
Männliche Pilger hüllen sich vor der Pilgerfahrt in zwei weiße, ungesäumte Tücher und dürfen sich während der Wallfahrt weder rasieren, noch kämmen, noch Haare oder Nägel schneiden. Dieser Weihezustand wird im Arabischen als ihrām (إحرام) bezeichnet. Gemäß Sunna dürfen Frauen sich nicht vollverschleiern und keine Handschuhe tragen. Auch während des Haddsch ist für sie die übliche islamkonforme Kleidung erlaubt. Das Schneiden der Nägel usw. ist auch für sie verboten.

## Verlauf

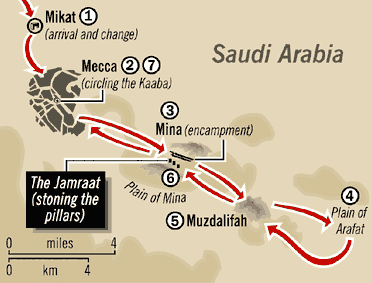
Route des Haddsch

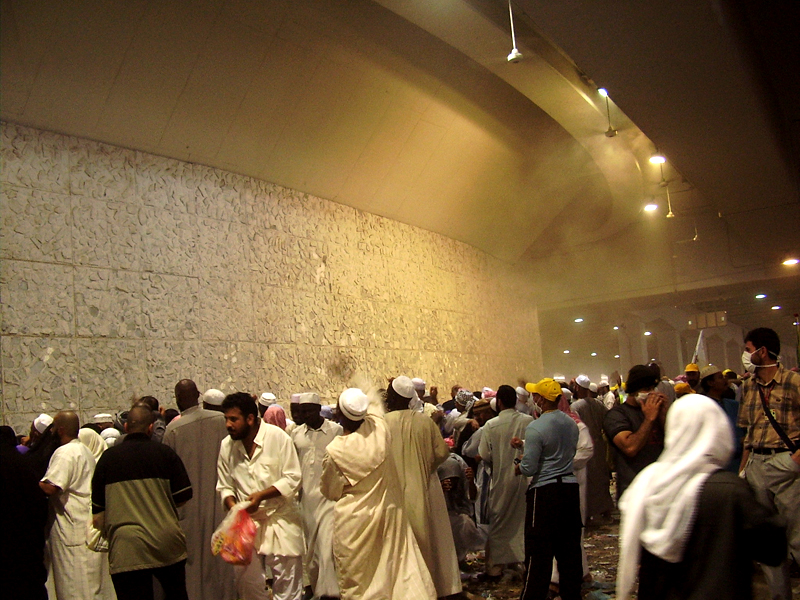
Symbolische Teufelssteinigung unter der Dschamarat-Brücke (Haddsch 2006)

Der Haddsch beginnt am 8. Dhu l-Hiddscha in Mekka mit dem Eintritt in den Weihezustand Ihram und dem ersten Tawaf um die Kaaba. Danach folgt der Saʿy – der Lauf zwischen den Hügeln Safa und Marwa. Erst dann beginnt mit dem Lauf nach Mina der eigentliche Haddsch. Dort bleiben die Pilger bis zum nächsten Morgen und brechen dann in Richtung der Ebene ʿArafāt 20 km östlich von Mekka auf. Zu den Höhepunkten der Wallfahrt gehört das Stehen im Bereich dieser Ebene am 9. Dhu l-Hiddscha. Dort wird Gott um Vergebung gebeten, was bei den Pilgern der emotionalste Teil der Wallfahrt ist. Sie halten sich bis zum Sonnenuntergang an diesem Ort auf und begeben sich anschließend nach Muzdalifa, um dort zu übernachten.
Kurz vor Sonnenaufgang am 10. Dhu l-Hiddscha erfolgt der Aufbruch nach Mina. Dort wird der Ritus der symbolischen Steinigung des Teufels vollzogen, indem sieben (oder ein Vielfaches davon wie 49 oder 70) kleine Steine auf die Dschamarat al-Aqaba geworfen werden, welche den Teufel symbolisiert. Diese Dschamara war in der Vergangenheit eine Säule, wurde mehrfach umgestaltet und ist heute eine hohe Mauer mit konkaven Wänden, die in die 2009 fertiggestellte neue Dschamarat-Brücke integriert ist. Anschließend rasieren sich die männlichen Pilger das Haupthaar (halq) oder kürzen es, die Frauen schneiden sich eine Haarsträhne ab (taqsir), was den Beginn eines neuen Lebensabschnittes, befreit von früheren Sünden, symbolisiert. Danach, noch am 10. Dhu l-Hiddscha, werden Opfertiere geschlachtet, wobei die Pilger nur einen kleinen Teil für sich behalten und den Rest den Armen überlassen. Dieser Tag, das Opferfest (Idu l-Adha), ist der höchste islamische Feiertag und wird auch von den daheim gebliebenen Muslimen überall auf der Welt begangen. Danach ist der Zustand des Ihram aufgehoben und die während des Tragens des Pilgergewandes zuvor verbotenen Dinge sind wieder erlaubt (mit Ausnahme des Geschlechtsverkehrs mit dem Ehepartner).
In der Folge kehren die Pilger zurück nach Mekka und zur Kaaba, einem würfelartigen Gebäude mit einem schwarzen Stein, und vollziehen den sogenannten Tawaf. Dabei wird die Kaaba sieben Mal entgegen dem Uhrzeigersinn umschritten. Darauf erfolgt der so genannte Saʿy, indem unweit davon der siebenmalige Gang zwischen den beiden Hügeln Safa und Marwa durchgeführt wird, bei dem die Suche nach Wasser, wie Hagar sie erlebte, nachempfunden werden soll (siehe auch Brunnen Zamzam).
Die nächsten zwei oder drei Tage verbringen die Pilger in Mina. Dort findet erneut der Ritus der symbolischen Steinigung des Teufels statt, wobei nun aber drei Dschamarat, nämlich die Dschamarat al-Ula, die Dschamarat al-Wusta und die Dschamarat al-Aqaba mit jeweils sieben Steinen beworfen werden. Der Haddsch wird mit dem Abschiedstawaf und -saʿy abgeschlossen. Der Pilger kann jetzt in die Heimat zurückkehren.

## Geschichte

### Vorislamische Ursprünge und Neuordnung durch Mohammed
Die Anfänge des Haddsch liegen in vorislamischer Zeit. Ursprünglich handelte es sich um ein Ritual, das nur die Stationen in der ʿArafāt-Ebene, in Muzdalifa und in Mina einschloss, mit dem mekkanischen Heiligtum der Kaaba aber nichts zu tun hatte. Aufgrund der Zeiten, zu denen der Lauf aus der ʿArafat-Ebene nach Muzdalifa (Sonnenuntergang) und der Lauf von Muzdalifa nach Minā (Sonnenaufgang) in vorislamischer Zeit stattfanden, wird vermutet, dass es ursprünglich ein Ritual der Sonnenverehrung war. Islamisiert wurde der Haddsch erst im Jahre 632, als der Prophet Mohammed an seiner Abschiedswallfahrt das Ritual selbst vollzog und es bei der Gelegenheit auch neu ordnete. Unter anderem verlegte er den Lauf von ʿArafa nach Muzdalifa auf die Zeit nach Sonnenuntergang und den Lauf von Muzdalifa nach Minā auf die Zeit vor Sonnenaufgang, um sich auf diese Weise „von den Polytheisten und Götzenanbetern“ (ahl aš-širk wa-l-awṯān) abzusetzen. Außerdem bezog er die Riten, die der Kaaba in Mekka galten und in vorislamischer Zeit nur während der ʿUmra in Mekka vollzogen wurden, in den Haddsch ein. Die Bezeichnung Haddsch ging nun auf das kombinierte Wallfahrtsritual über; die speziell dem mekkanischen Heiligtum geltende ʿUmra-Wallfahrt blieb aber als „kleine Wallfahrt“ weiter bestehen. Mohammeds Haddsch im Jahre 632, aufgrund seines kurz danach eingetretenen Todes auch Abschiedswallfahrt (ḥiǧǧat al-wadāʿ) genannt, wurde für alle Zeiten zur Norm für dieses Ritual.

### Der Haddsch in vormoderner Zeit
Die wichtigsten und größten Pilgerrouten nahmen lange Zeit in Kairo und Damaskus ihren Anfang. Die Pilger aus dem Maghreb schlossen sich der ägyptischen Karawane an, die dann in 30 bis 40 Tagen durch den Sinai nach Mekka zog. Ende des 15. Jahrhunderts umfasste sie dreißig- bis vierzigtausend Pilger. Die Muslime aus Anatolien, dem Iran, dem Irak und Syrien bildeten die andere große Karawane, die ebenfalls etwa dreißig bis vierzig Tage unterwegs war.
Die ägyptischen Pilger brachten auch die Kiswa mit, ein kostbares golddurchwirktes Tuch, mit dem die Kaaba jährlich neu umhüllt und das anschließend in kleinen Stücken an die Pilger als Souvenir verkauft wurde.
In früheren Zeiten war der Haddsch ein gefährliches Unterfangen. Oft wurden Pilgerkarawanen auf ihrem Weg nach Mekka überfallen, zum Beispiel von der ismaelitischen Sekte der Qaramita (Karmaten), die 930 sogar den schwarzen Stein aus Mekka raubten und unter den Pilgern ein Massaker verübten. Später übernahmen die Qarmaten gegen erhebliche Summen den Schutz der Pilgerkarawanen. So zahlten die ägyptischen Fatimiden jährlich 300.000 Dinar an sie. Manchmal fiel eine der großen Pilgerkarawanen aufgrund der politisch unsicheren Situation auch komplett aus.

### Der Haddsch in Saudi-Arabien
Abd al-Aziz ibn Saud eroberte 1924 die beiden heiligen Stätten des muslimischen Glaubens, Mekka und Medina, von König Hussein ibn Ali und etablierte 1932 Saudi-Arabien als absolute Monarchie. Ibn Saud proklamierte sich zum Beschützer der heiligen Stätten und bekämpfte unter anderem Verbrechen in seinem Herrschaftsgebiet mit dem Ziel, die Pilger zu schützen. Es wurden und werden seitdem große Summen in die für den Haddsch benötigte Infrastruktur investiert, so zum Beispiel in die fünfstöckige Dschamarat-Brücke, auch wenn diese Infrastruktur regelmäßig von den immer größer werdenden Pilgerzahlen überfordert ist. Nicht nur ist der Haddsch eine bedeutende Quelle des Prestiges für Saudi-Arabien und die Saud-Dynastie, die alljährlichen Pilger stellen auch einen bedeutenden Wirtschaftsfaktor dar.
Es werden spezielle Haddsch-Visa für Pilger ausgestellt.
Der Iran, der größte schiitisch geprägte Staat der Welt und Erzfeind der Saudis, wirft Saudi-Arabien (Stand August 2018) regelmäßig vor, Schiiten bei der Vergabe der Kontingente zu benachteiligen.
2016 wurde iranischen Staatsbürgern kein Haddsch-Visum ausgestellt.
Im Juni 2020 beschloss Saudi-Arabien angesichts der weltweiten COVID-19-Pandemie, dass außerhalb Saudi-Arabiens lebende Pilger nicht einreisen dürfen, um am Haddsch 2020 teilzunehmen. Nur etwa 1.000 Gläubige mit Wohnsitz im Königreich wurden zum Haddsch zugelassen.
2023 fand der Haddsch erstmals nach Corona wieder ohne Auflagen und ohne Teilnahmebeschränkungen statt. Es wurden 2,6 Millionen Pilger erwartet.

### Vorfälle während des Haddsch
Bei Vorfällen während des Haddsch starben jeweils bis zu mehrere tausend Menschen:
Massenpanik
Seit 1990 sind mindestens 5.000 Pilger in Massenpaniken zu Tode gekommen.
- In einem Fußgängertunnel starben am 2. Juli 1990 1426 Pilger. Laut Angaben von Behörden erstickten die meisten, nachdem dessen Belüftungssystem ausgefallen war.[17]
- 24. Mai 1994: Massenpanik mit ca. 270 Toten.[18]
- 9. April 1998: Massenpanik mit 118 Toten.[18]
- 2001 starben bei einer Massenpanik 35 Menschen
- 1. Februar 2004: Bei einer Massenpanik starben über 251 Menschen.[19][20][21][22]
- Bei einer Massenpanik starben am 12. Januar 2006 beim Haddsch in Minā bei Mekka mindestens 364 muslimische Pilger und mehr als 250 wurden verletzt.[23]
- Bei der Massenpanik am 24. September 2015, am dritten Tag des Haddsch, starben in Minā bei Mekka laut offiziellen Angaben 769 Pilger und viele hundert weitere wurden verletzt. Andere Berichte gehen von über 2500 bis hin zu 4173 Toten aus.[24][25][26]

Feuer
- Im Dezember 1975 explodierte in einem Zeltlager ein Gastank. 138 Menschen starben und 151 wurden verletzt.[27]
- Am 15. April 1997 brach in einer Zeltstadt bei Mina Feuer aus. Über 340 Pilger starben und über 1500 wurden verletzt.[28]

Proteste und Gewalt
- Eine Gruppe von bis zu 500 radikalen Islamisten aus verschiedenen arabischen Ländern besetzte am 20. November 1979 die Große Moschee und nahm tausende Gläubige als Geiseln. Ein Spezialkommando befreite die Geiseln. Die letzten Kämpfer gaben nach zwei Wochen auf, darunter ihr Anführer. Er und 62 andere wurden später enthauptet.
- Am 31. Juli 1987 kam es in Mekka zu einem gewaltsamen Zwischenfall zwischen Schia-Pilgern und saudi-arabischen Sicherheitskräften. 402 Menschen starben.
- Am 9. Juli 1989 explodierten zwei Bomben. Ein Pilger starb und 16 weitere wurden verletzt. Daraufhin ließen die saudi-arabischen Behörden 16 Schia-Anhänger aus Kuwait enthaupten, nachdem die Behörden anfangs iranische Terroristen in Verdacht hatten, für den Anschlag verantwortlich zu sein.

Hitzetote
- Im Verlauf des Haddsch 2024 kam es im Juni bei Temperaturen von teilweise über 50 Grad Celsius nach Angaben von Saudi-Arabischen Behörden zu mehr als 1300 Hitzetoten.[29][30] 658 der Todesopfer kamen laut einem arabischen Diplomaten aus Ägypten. 800 weitere Pilger aus Ägypten würden außerdem vermisst.[31] Als eine mögliche Ursache für die vielen Todesfälle sei die Tatsache in Betracht zu ziehen, dass zahlreiche ausländische Pilger nicht mit einem offiziellen, nach Länderquoten vergebenen Haddsch-Visum einreisen, sondern aus finanziellen Gründen eigenmächtig mit einem Touristenvisum. Diesen Besuchergruppen steht dann nicht die von staatlichen saudischen Stellen eingerichtete Infrastruktur mit Abkühlmöglichkeiten zur Verfügung.[32]

Sonstige Unglücke
- Am 11. Juli 1991 stürzte mit Nigeria-Airways-Flug 2120 eine Douglas DC-8, die für Haddsch-Pilger gechartert wurde, etwa zehn Minuten nach dem Start vom nahe gelegenen Flughafen Dschidda ab. Dabei starben alle 261 Menschen an Bord.
- Am 11. September 2015 stürzte bei starken Sturmböen ein großer Baukran auf die große Moschee. Mindestens 107 Menschen starben und weitere 238 wurden verletzt.[33]

### Zutrittsverbote
Der Zutritt nach Mekka ist Nichtmuslimen verboten. Saudische Behörden stellen zudem Mitgliedern der indischen Religionsgemeinschaft Ahmadiyya, die sich selbst als islamisch versteht, keine Visa aus, weil die Islamische Weltliga sie 1974 für Nichtmuslime erklärte. Daraufhin wurde ihnen das Betreten Mekkas verboten.

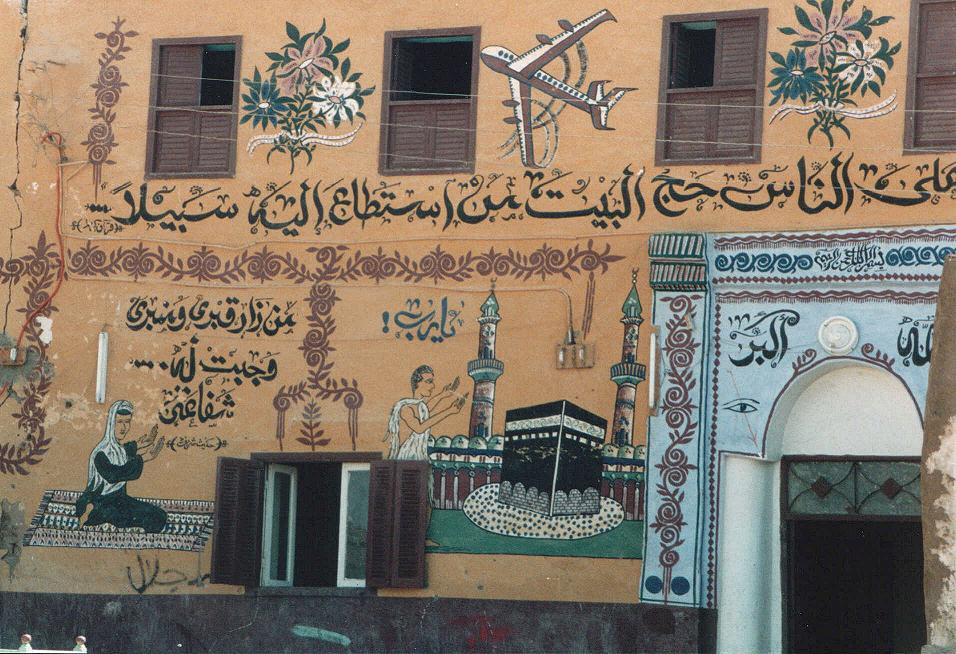
Haus eines Hāddsch in Scheich Abd el-Qurna

## Sonstiges
In Teilen Ägyptens existiert ein besonderer Brauch: Während der Abwesenheit eines Pilgerfahrers wird dessen Haus von den zurückgebliebenen Dorfbewohnern bunt bemalt, wobei Darstellungen der Pilgerereignisse im Mittelpunkt stehen. Daraus ist dann für jeden aus der Gegend ersichtlich, dass dort ein Hāddsch wohnt. In vielen Ländern ist es Brauch, dass anlässlich der glücklichen Heimkehr des Pilgers ein Fest gegeben wird, zu dem Nachbarn, Verwandtschaft, Freunde und Arbeitskollegen eingeladen werden.
Menschen, die bereits eine Pilgerfahrt hinter sich haben, bekommen manchmal besondere Ehrentitel verliehen (Haddschi) und erfahren eine Steigerung des Ansehens.
Frauen dürfen den Haddsch nur mit einem männlichen Begleiter – Mahram – vollziehen. Dies leitet sich aus folgendem Hadith ab: „Kein (fremder) Mann darf sich mit einer (fremden) Frau in Zweisamkeit zurückziehen und eine Frau darf nur mit einem Mahram reisen.“ 